# 钱镠
吴越太祖钱镠（852年3月10日—932年5月6日），字具美（一作巨美），小名婆留，浙江杭州临安（今临安区）人。五代十国时期吴越國開國國王。
唐末跟从石镜镇将军董昌镇压農民反抗軍，任镇海节度使，乾宁年间击败董昌，占有两浙十三州，后梁开平元年被封为吴越王。在位期间，曾征用民工，修建钱塘江海塘，又在太湖流域，普造堰闸，以时蓄洪，不畏旱涝，并建立水网圩区的维修制度，有利于这一地区的农业经济。
由於吳越國小力弱，又同鄰近的吳、閩政權不和，投靠中原王朝，不斷遣使進貢以求庇護。先臣服後梁，又臣服後唐。后唐明宗時因惹怒樞密使安重誨，被削去官職，安重誨死後又恢復。長興三年（932年）病逝，葬安國縣（今临安区）衣錦鄉茅山。庙号太祖，諡號武肃王。

## 生平

### 出身贫寒
唐朝大中六年二月十六日，钱镠生于临安县石镜乡大官山下的临水里钱坞垅。父亲钱宽，母亲水丘氏。一家以农耕打渔为生。传说钱镠出生时突现红光，且相貌奇丑，父亲本欲弃之，但因其祖母怜惜，最后得以保全性命，因此钱鏐小名“婆留”（“阿婆留其命”之义）。
钱鏐自幼不喜诗文，偏好习武，常与邻里诸小儿戏于里中大木之下，指挥群儿为队伍，号令颇有法（钱鏐即位后将此树封为“将军木”）。钱鏐在16岁的时候就弃学贩盐。当时私贩盐料是官府严厉禁止的，但由于利润极高，因此钱鏐铤而走险，在杭州、越州（今绍兴）、宣州等地贩卖私盐和粮食。这段贩卖私盐的经历，练就了钱鏐体魄和胆略，也为他日后发展提供了充足的经济基础。

### 跟随董昌
17岁开始，钱鏐苦练硬弓长矛，并读些《孙子兵法》，史书称其“善射与槊，稍通图纬诸书”。到21岁时，他在石镜镇充当“义兵”，并将小名“钱婆留”改为大名“钱鏐”（其为金字辈，并取“留”字音，故改“鏐”）。由于钱镠武艺高强，受到石镜镇指挥使董昌重用，经过平定王郢、朱直管、曹师雄、王知新等叛乱之后，逐渐提拔为偏将、副指挥使、兵马使、镇海军右副使等职。
879年（唐僖宗乾符六年）七月，黄巢起义军进犯临安。钱鏐以少敌多，巧妙运用伏击和虚张声势等战术，阻吓了黄巢军的进攻。880年，唐朝内乱四起，为保护地方安定，董昌、钱鏐联合各县民团，建立“八都军”（临安县“石镜都”、余杭县“清平都”、於潜县“於潜都”、盐官县“盐官都”、新城县“武安都”、唐山县“唐山都”、富阳县“富春都”和龙泉县“龙泉都”），次年，钱鏐授“都知兵马使”，并注意团结各都力量和下层头目，还将其弟钱銶、钱镒、钱铧、钱镖，以及儿子钱元璙、钱元瓘等人安插到部队中担任将领，从而将八都军逐渐培养成坚强的嫡系部队。

### 平定两浙
唐末、五代时期所称“两浙十四州”，包括现在浙江全境和江苏长江以南部分地区。七五八年，江南东道下属的浙江东道 和浙江西道 共有十四州，其中除去润州和常州，再加上福建的福州和临安县的安国衣锦军，共为一军十三州，号称“十四州”，便是钱鏐创立的吴越国的大致范围。

#### 开疆拓土（875年－896年）

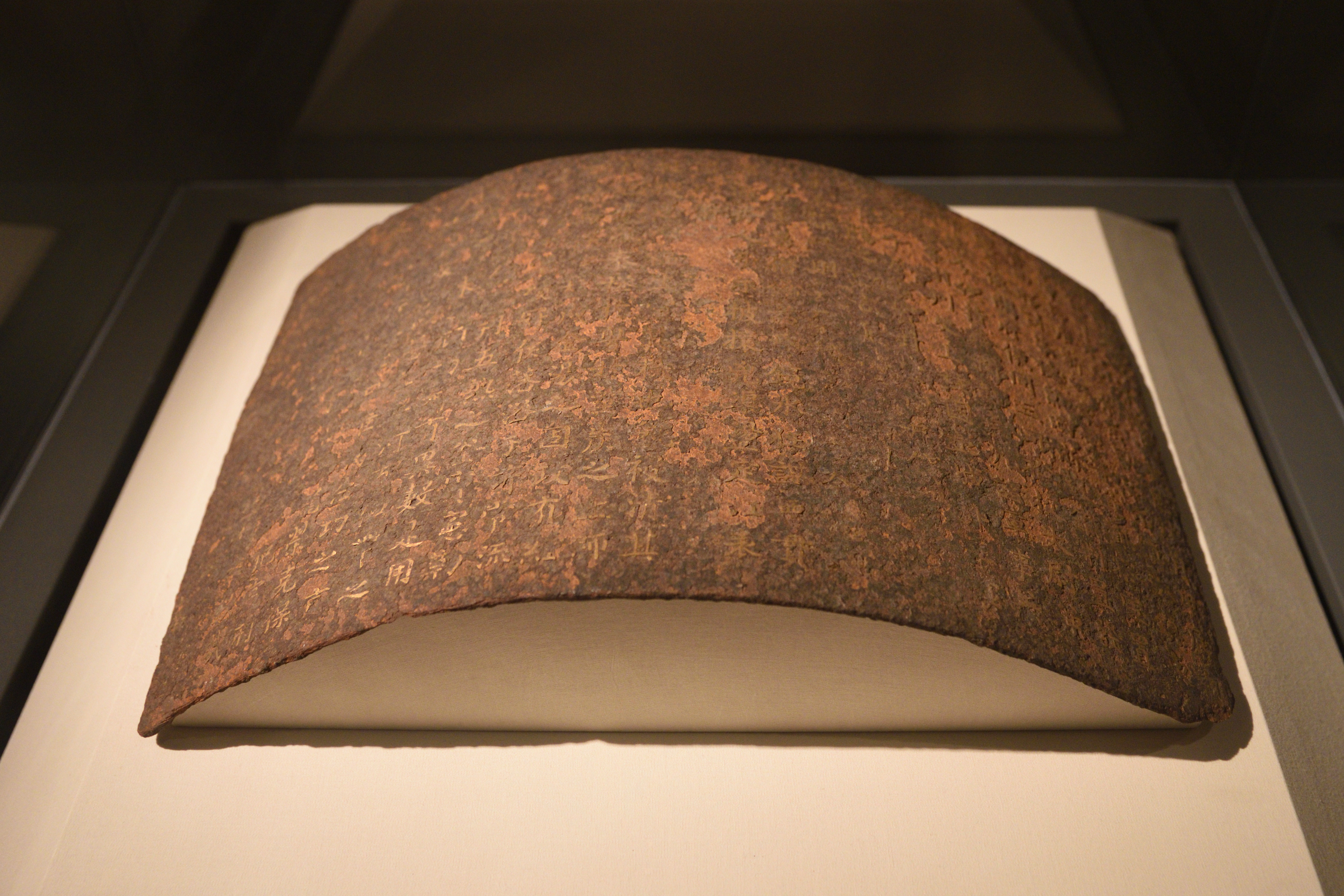
钱镠受赐“金书铁券”，中国国家博物馆藏

自讨伐王郢起，钱鏐身经百战，先后与刘汉宏、董昌等地方主要军阀作战，最终平定了两浙范围内的敌对势力，建立了巩固的地方割据政权。
882年7月起，占据浙东的义胜军节度使刘汉宏发兵西进，欲并吞浙西。董昌、钱鏐率八都军在钱塘江边御敌。由于出奇制胜，加上利用江上夜雾遮掩，钱鏐突袭敌营，获得首胜。之后，又在江干、富阳、诸暨、萧山西陵等地屡败刘军。最后，刘汉宏亲自督战，率十万大军与钱鏐在萧山西陵一带决战，结果被钱镠击溃，刘汉宏本人易装成屠户逃跑。这一次西陵大捷，是钱鏐取得的第一次重大战果，据说，从此钱鏐将西陵改名为西兴至今（现钱江三桥又名“西兴大桥”）。
此后，刘汉宏仍不断骚扰浙西，导致董昌和钱鏐决心彻底平定浙东之患。886年10起，钱鏐仅用了2个月左右的时间，就率军攻克越州，并将潜逃被捕的刘汉宏斩于会稽街市。此后，钱鏐为杭州刺史，董昌升任浙东观察使、检校太尉、陇西郡王等职。
董昌其人昏庸残暴，野心日增，随后就即位称帝，国号大越罗平，改元顺天。895年2月，唐朝封钱鏐为浙东招讨使，令其讨伐董昌。但钱鏐起初感念董昌提携之恩，犹豫不决，但董昌却联合淮南杨行密偷袭苏州、杭州，最终使得钱鏐下定决心，攻克越州。董昌在被押付杭州途中，心存惭愧，投江自杀。从此，钱鏐基本控制两浙，并于896年10月，被授为镇海、镇东军节度使，加检校太尉，兼中书令。
897年8月，鉴于钱鏐招讨董昌有功，唐昭宗特赐金书铁券于他，免其本人九死或子孙三死。这件钱镠铁券后经宋代陆游、明代刘基等人为其写跋，还呈宋太宗、宋仁宗、宋神宗、明太祖、明成祖和清高宗等七位帝王御览。900年，为了表彰钱王的功绩，唐王朝派人取钱鏐画像，悬于凌烟阁。

#### 保卫巩固（896年－919年）
钱鏐在平定了两浙内部的敌对势力后，基本停止了大规模的征讨。但由于三面受敌，仍经历了多次边境保卫战，有时还将战斗延伸至江西的信州（今上饶）和虔州（今赣州）等地。其主要对手就是淮南军阀杨行密和内部的“徐许之乱”。
钱鏐和杨行密的关系时而友好，时而敌对，体现出五代十国乱世的特点。双方的冲突共持续了三十年，其间钱曾出兵援助杨擒斩孙儒、安仁义等叛逆，并正式通婚，但也因董昌之战等发生过激烈的战斗。最后通过两次衣锦军保卫战和一次狼山江之戰，才结束了双方的敌对状态。从此两浙地区进入休养生息的安定建设阶段。
902年，钱鏐刚被封为越王不久，其部下的徐绾和许再思起兵叛变，使钱鏐大伤元气。最后钱鏐支付了二十万缗犒军钱，并派两个儿子作为人质，才使得叛军撤兵。这次内乱后，钱鏐吸取了教训，治国更为谨慎。
904年，被封为吴王。907年6月16日（后梁开平元年五月初三·己卯），后梁封钱鏐为吴越王，史家以此为吴越国之始。923年3月12日（龙德三年二月廿二·丁卯），钱镠接受后梁的“吴越国王”封号，且受九锡，吴越正式建国。他改府署为朝廷，设置丞相、侍郎等百官，一切礼制皆按照君主的规格。

#### 內政治理（919年－932年）

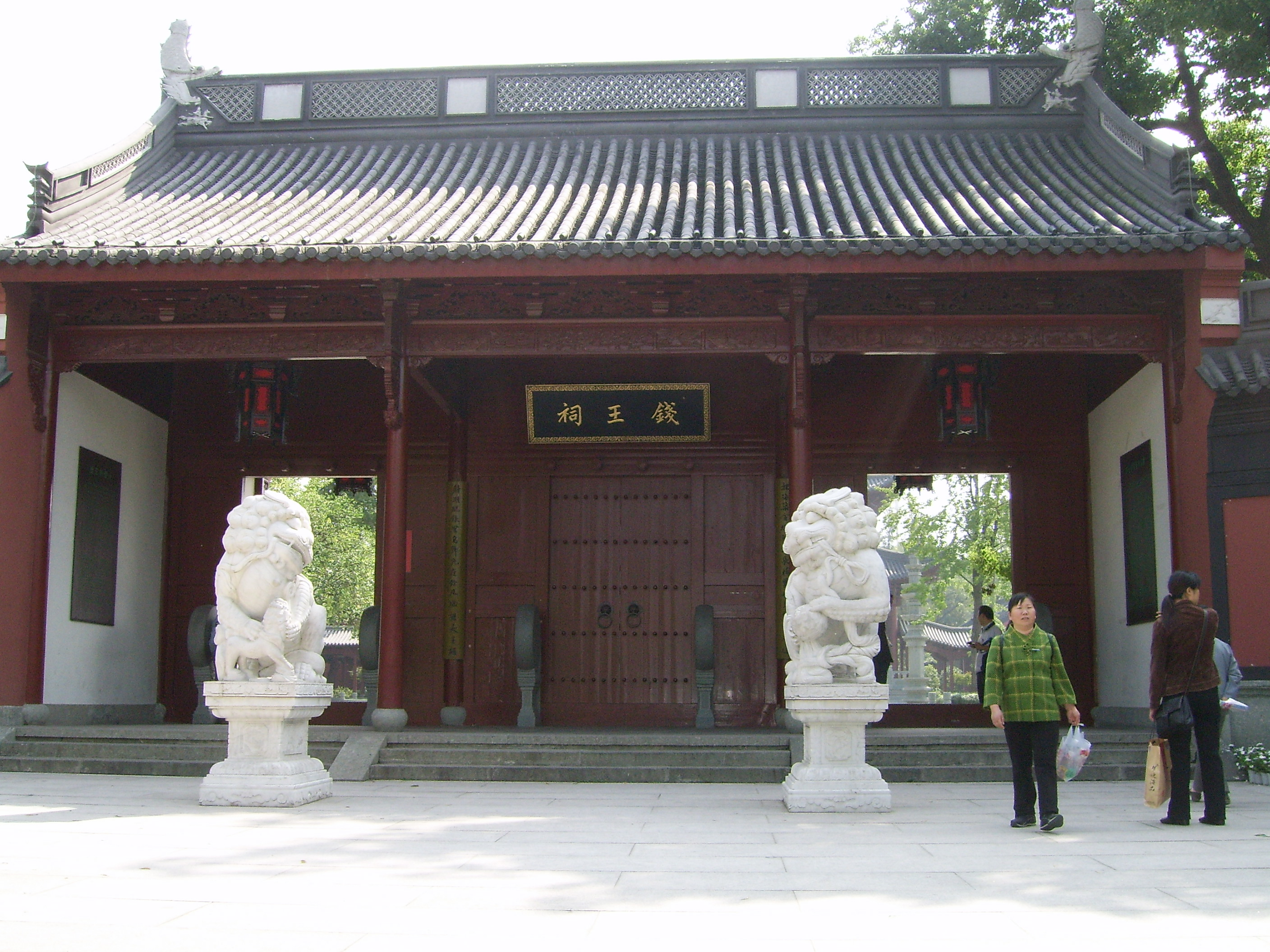
位于西湖柳浪闻莺处的钱王祠正门

结束了与周边敌对势力的战争后，钱鏐开始转向对内的大规模经济和文化建设。唐大顺元年（890年）钱鏐开始着手建设杭州城。先后建造了夹城、罗城和子城。杭州罗城筑于唐景福元年（892年）七月，筑城时发动余杭、盐官、新城、唐山、富阳、龙泉“八都兵”，及紫溪、保城、龙通、三泉、三镇，合计“十三都兵”二十余万人。城区范围广袤七十里，四至分别是：南到六和塔；东至侯潮门和艮山门一线；北达武林门；西临涌金门和清波门一带，设朝天门、龙山门、竹车门、南土门、北土门、盐桥门、西关门（涵水门）、北关门、宝德门共十门。天宝三年（910年）又扩杭州城，凤凰山柳浦隋唐所筑子城被改造为府城，南为通越门，北为只门，子城内大修台馆，有天册堂（即王位之所）、天宠堂（即位、理政之所）、思政堂、功臣堂（寝宫）、握发殿、咸宁院、义和院、碧波亭、虚白堂、八会亭、都会堂、蓬莱阁、直仪门（设厅）、青史楼、天长楼、玉华楼、瑞萼园等建筑。钱鏐筑杭州城，在客观上为杭州成为日后南宋的都城打下了基础，南宋临安宫城即原吴越王宫。

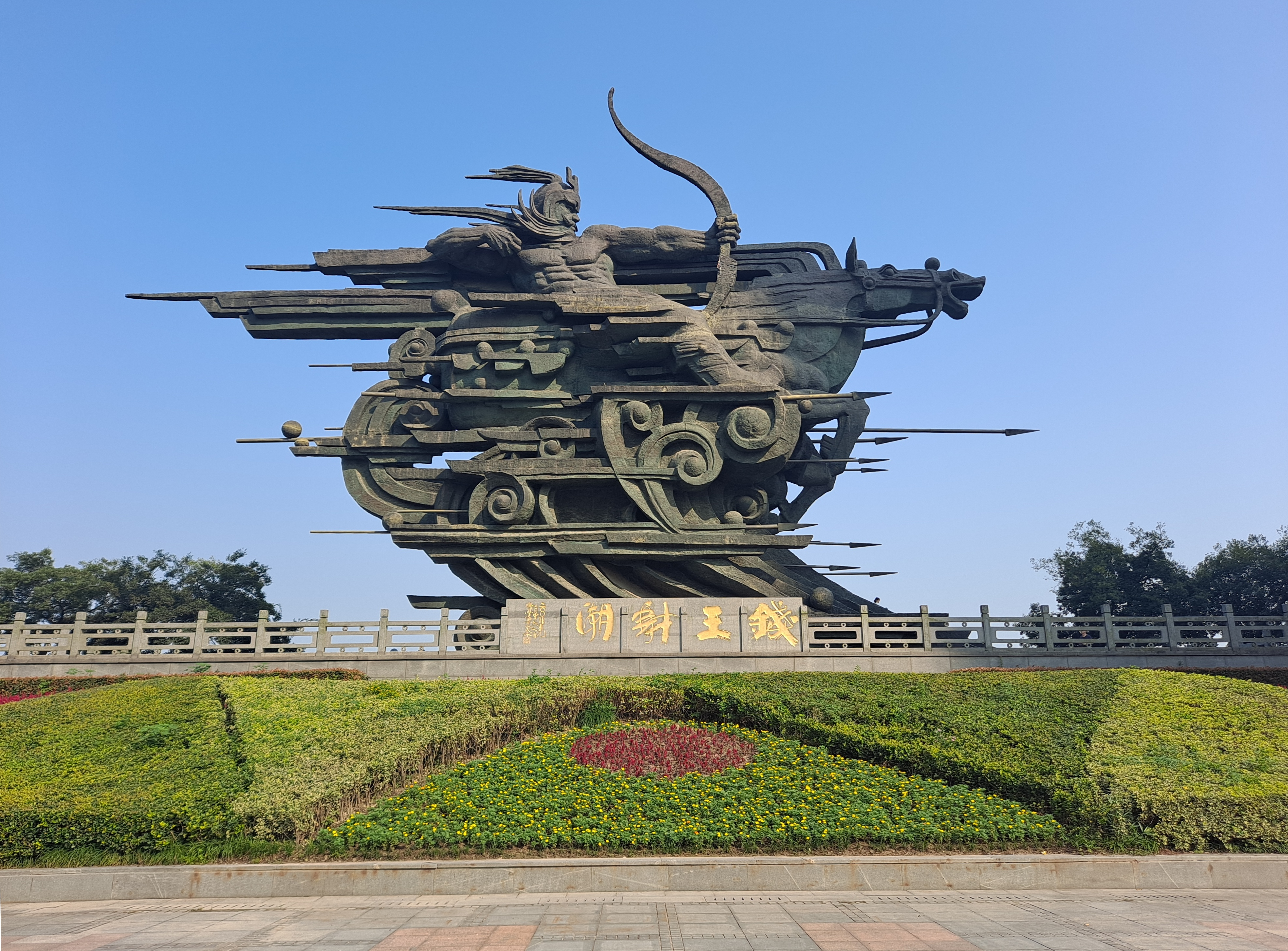
钱塘江边的钱王射潮雕像

钱王还在城内开凿水井（据说杭州的百井坊巷原有99眼，就开凿于此时），建设钱塘江堤，为杭州的饮水淡化问题做出了很大贡献。此外，钱鏐及其继承者崇信佛教，前后修建了不少寺院佛塔，使杭州在当时就有“佛国”之称。其中著名的灵隐寺、净慈寺、昭庆寺、高丽寺等寺院，以及雷峰塔、六和塔、保俶塔、闸口白塔和临安功臣塔等都是在吴越国时期兴建或扩建的。
钱鏐在内政建设上的主要成就体现在修筑海塘和疏浚内湖上。910年起，钱鏐上书后梁朝廷，指出“目击平原沃野，尽成江水汪洋，虽值干戈扰攘之后，即兴筑塘修堤之举。”，并开始着手修筑钱塘江沿岸石塘。由于钱江潮汛，工程进展困难，后钱鏐以竹器填以巨石，才奠定了基础。当时修筑的石塘，从六和塔一直到艮山门，长33万8593丈。此外，钱鏐还重点抓了疏浚西湖、太湖和鉴湖等工作。当时他设置了7000名撩湖兵，专门从事西湖的开浚工作，后代的苏轼也是在参考了钱鏐治湖的经验上，才开始大规模疏浚西湖。
然而据欧阳修《五代史》吴越世家所称，吳越自錢鏐時起，賦稅繁苛，小至雞、魚、雞卵、雞雛，也要納稅。貧民欠稅被捉到官府，按各稅欠數多少定笞數，往往積至笞數十以至百餘（一說五百余），民尤不勝其苦。於杭州建造「地上天宮」，耗盡民財民力。
钱鏐做節度使時，有人獻詩，詩中有「一條江水檻前流」句，「前流」與「钱鏐」是諧音，钱鏐認為獻詩人諷刺自己，於是暗殺此人。羅隱聲名大，曾作詩譏笑钱鏐出身寒家，錢鏐卻欣然不怒。錢鏐留心收買名士，皮日休（當時黃巢失敗後，逃來依靠錢鏐）、羅隱、胡嶽等都得到優待，自己也學吟詠，與名士唱和。天宝三年十月钱鏐巡视故乡衣锦军，置酒宴请父老，赏八十岁以上者金樽，百岁以上者玉樽，又作《还乡歌》：“三节还乡兮挂锦衣，碧天朗朗兮爱日晖。功臣道上兮列旌旗，父老远来兮相追随。家山乡眷兮会时稀，今朝设宴兮觥散飞。斗牛无孛兮民无欺，吴越一王兮驷马归”。父老不解其意，钱鏐复用吴语为歌：“你辈见侬底欢喜，则是一般滋味子，长在我侬心底里”，举座叫笑振席。
由于钱鏐在其晚年坚持保境安民政策，不参与军阀混战，而且对内统治相对廉洁清明，使得这一时期杭州的发展超越了中原地区的许多大城市，成为东南地区的经济中心。

### 封号、谥号、庙号、年号

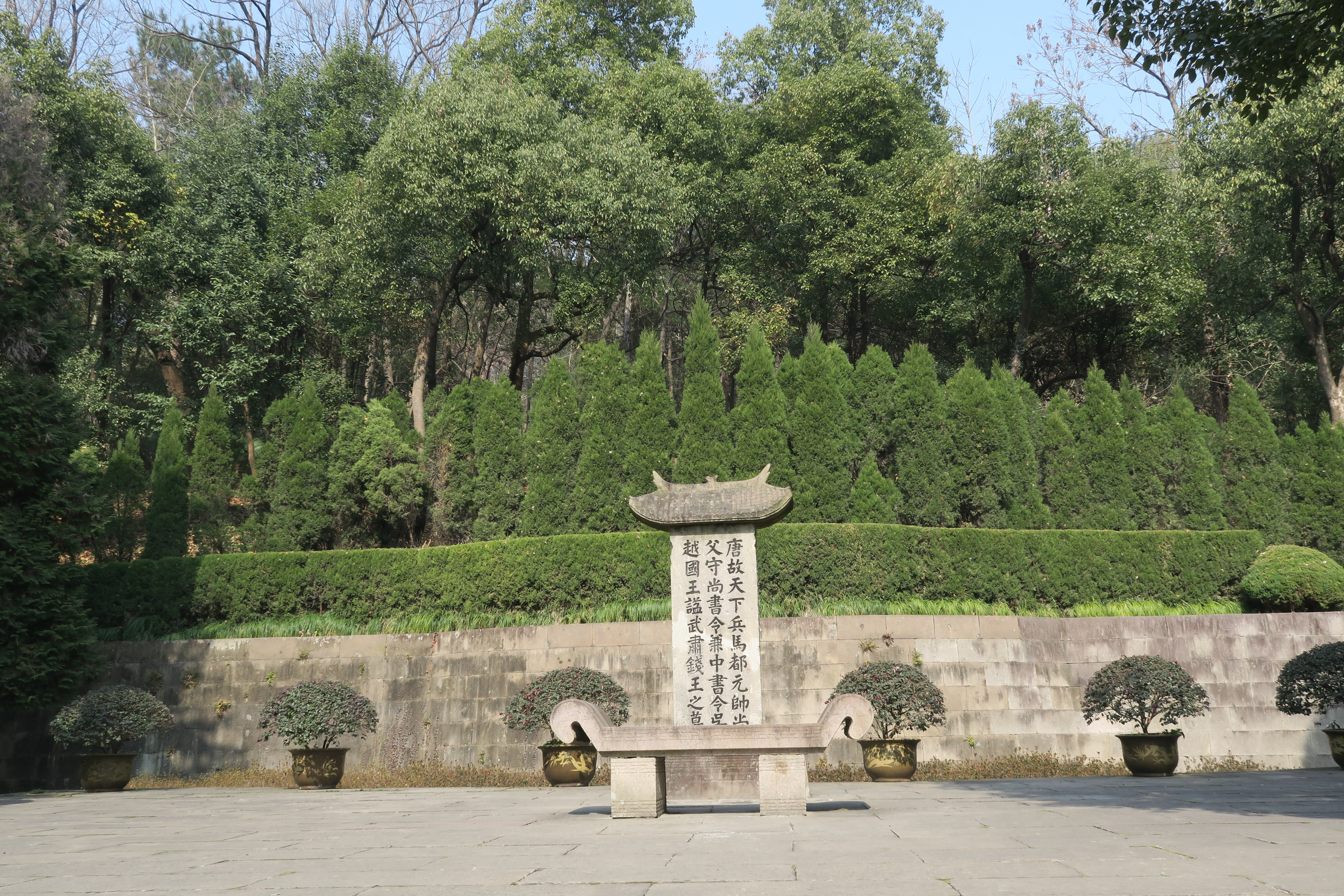
钱镠墓，位于今浙江省杭州市临安区

後唐長興三年三月二十八日（932年5月6日），錢鏐逝世於臨安王府正寢內，享壽八十一歲，在位四十一年。安葬於安国县衣锦乡茅山，建庙于东府。后唐赐谥号武肃，吴越国上庙号太祖。
錢鏐累事三朝，唐、后梁、后唐屡加封号，累赐启圣匡运同德功臣、定乱安国启圣昌运同德守道戴功臣、淮南镇海镇东等军节度使、淮南浙江东西等道管内观察处置、充淮南四面都统营田安抚、兼两浙盐铁制置发运等使、天下兵马都元帅、开府仪同三司、尚父、检校太师、尚书令、兼中书令、上柱国、吴越王，赐剑履上殿、诏书不名，食邑一万五千户。
欧阳修《五代史》称吴越“有改元而无称帝之事”。吴越国从908年（后梁开平二年）至913年（后梁乾化三年），曾用天宝年号；924年（后唐同光二年）至931年（后唐长兴二年），用宝大、宝正年号。

## 后世评价

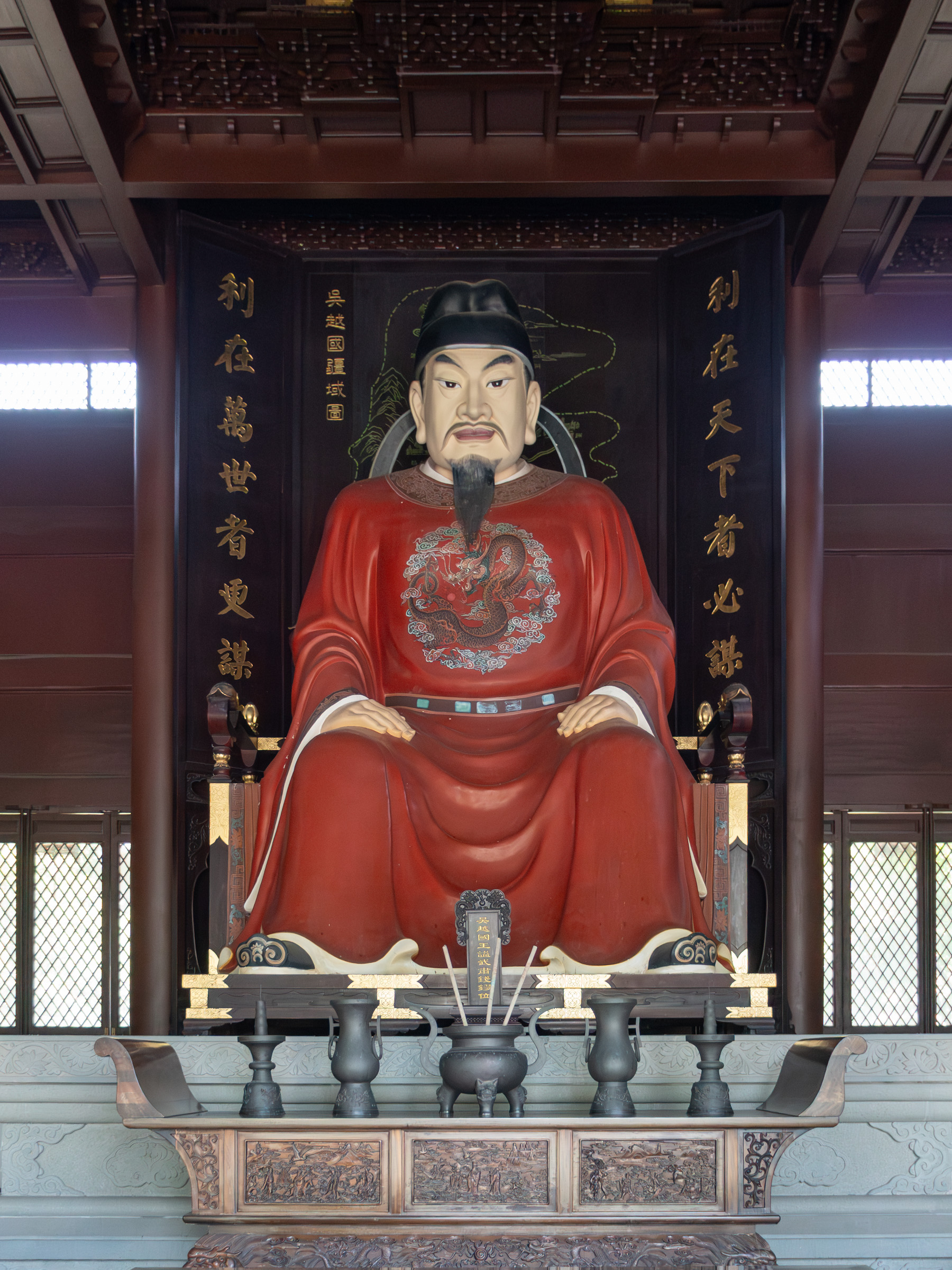
钱王祠内供奉的钱镠像

后世一般对钱氏评价较高，认为他促进了地方经济发展，保障了民众安居乐业的局面。主要有：
“时维五纪乱何如？史册闲观亦皱眉。是地却逢钱节度，民间无事看花嬉！”——北宋·赵抃
“钱立国，置营田数千人于松江，辟土而耕，…民老死无他缠累，且完国归朝，不杀一人，则其功德大矣！”—— 明·朱国桢
史书载钱鏐性俭朴，衣衾杂用细布，常膳用瓷器、漆器。除夕子夜与子孙宴于府城内，未鼓数曲而令罢宴，称“闻者以我为长夜之歌”。其寝居之殿名为“握发殿”，取周公“一沐三握发”典故。
欧阳修在《新五代史·吴越世家》中谴责钱氏严刑酷法。而宋代别史《丹铅录》称，欧阳修为推官时，昵一妓，比而为忠懿王之子钱惟演得去，欧阳修深衔之，后作《五代史》时乃诬以钱氏诸王“重敛虐民”之语，以公报私。钱世昭撰《钱氏私志》也稱歐陽修是挾怨報复。
目前在西湖南岸，建有钱王祠，供后人瞻仰钱王业绩。

## 家庭

### 妻妾
1. 马氏，马绰之妹[15]。
2. 昭懿夫人陳氏，名字，家世，籍贯均不详，生长子钱元琏、七子文穆王钱元瓘、十一子钱元瑾、十六子钱元裕、十七子钱元祐、十八子钱元弼、十九子钱元邧、钱元(王𣶒)。死后追赠晋国太夫人，谥昭懿。
3. 莊穆夫人吳氏（857年－919年），嫡妻，生三子钱元瑛、六子钱元璙、十子钱元㻑、十四子钱元璛、十五子钱元璟、二十三子钱元琳
4. 庆安夫人胡氏，生次子钱元玑、四子钱元璲、十二子钱元珦、二十子钱元琢、钱元禧
5. 金氏，生第五子钱元懿、九子钱元球、十三子钱元玧、二十二子钱元珰、钱元珣
6. 章氏，生二十一子钱元璞
7. 童氏，生钱元琛、钱元璝
8. 小陈氏，生钱元璠、钱元勗
9. 郑氏，宠姬，以父犯死罪出

### 子女

#### 子
1. 錢元璉
2. 錢元璣 宛陵县侯，又晋封宁国公
3. 錢元瑛 追封云国公
4. 錢元璲 永嘉县侯
5. 錢元懿（錢元璹）金华郡王，同中书门下平章事，太师，中书令
6. 錢元璙 追封广陵宣义王，蘇州刺史
7. 錢元瓘 吴越王，天下兵马都元帅
8. 錢元(王瞿) 余姚县侯，金吾卫大将军
9. 錢元球 大彭县侯，扶南侯，明州置制使（937年被钱元瓘处决）
10. 錢元㻑 金华县侯，义州刺史
11. 錢元瑾
12. 錢元珦 淮陰侯（937年被钱元瓘处决）
13. 錢元玧（錢元琰） 巒州刺史
14. 錢傳璛（錢元琇） 新安侯
15. 錢元璟 霅國公
16. 錢元裕（891年－？，母陈氏）
17. 錢元祐 靜海軍節度使
18. 錢元弼 秀州刺史
19. 錢元邧（錢元玩） 溫州刺史
20. 錢元琢（898年－？，母胡氏）
21. 錢元璞 錢塘侯
22. 錢元璫
23. 錢元琳 吳興侯
24. 錢元珣（911年－？，母金氏）
25. 錢元(王𣶒)（912年－？，母陈氏）
26. 錢元琛（922年－？，母童氏）
27. 錢元璠（925年－？，母小陈氏）
28. 錢元璝 追封寧明王
29. 錢元勗（927年－？，母小陈氏）
30. 錢元禧（929年－？，母胡氏）
31. 錢元珪
32. 錢元𤪙 駙馬都尉
33. （失名）

#### 女
- 有史可查者，仅一人

1. 钱氏，成仁琇妻，成及儿媳[16]

## 影視形象

### 電視劇
| 演員   | 年份   | 影視作品     |
| 王亞楠 | 2006年 | 《吳越錢王》 |